# Lipiec 2022

## 31 lipca
- Liczba ofiar śmiertelnych gwałtownych powodzi w Kentucky w Stanach Zjednoczonych wzrosła do 28 osób[1].
- Policja Kosowa zamknęła dwa przejścia graniczne na północy kraju po tym, jak lokalni Serbowie zablokowali drogi i oddali strzały do policji, aby zaprotestować przeciwko nakazowi zamiany serbskich tablic rejestracyjnych samochodów na kosowskie w ciągu dwóch miesięcy[2].
- W Moskwie zmarł Wadim Bakatin, ostatni szef KGB w ZSRR[3].

## 30 lipca
- Co najmniej 125 osób zostało rannych, gdy zwolennicy szyickiego duchownego Muktady as-Sadra szturmowali parlament w Zielonej Strefie Bagdadu[4].

## 29 lipca
- Liczba ofiar śmiertelnych niedawnych powodzi w Iranie wzrosła do co najmniej 53 osób[5].
- Inwazja Rosji na Ukrainę:

- Rosja i Doniecka Republika Ludowa (DRL) stwierdziły, że 53 osoby zginęły, a 75 zostało rannych po ostrzale więzienia, w którym przetrzymano ukraińskich jeńców wojennych w kontrolowanym przez DRL mieście Oleniwka w obwodzie donieckim. Rosja i Ukraina oskarżały się nawzajem o przeprowadzenie ostrzału.
- Według gubernatora Witalija Kima rosyjski nalot zabił pięciu cywili i ranił siedmiu innych na przystanku autobusowym w Mikołajowie.

## 28 lipca
- Co najmniej 17 osób zginęło, a 40 zostało rannych w potyczkach między grupami zwolenników Asada i antyrządowych mieszkańców w As-Suwajda w Syrii[8].
- 13 osób zginęło, a 47 zostało rannych w wypadku autobusu w Estelí w Nikaragui[9].
- Inwazja Rosji na Ukrainę:

- Siły rosyjskie ostrzelały Bachmut w obwodzie donieckim z BM-27 Uragan, zabijając trzech cywilów i raniąc trzech innych. Sześć bloków mieszkalnych i sześć domów jednorodzinnych również uległo zniszczeniu lub uszkodzeniu.
- Rosja po raz pierwszy od tygodni przeprowadziła z Morza Czarnego ataki rakietowe na obwód kijowski. Pociski uderzyły w Buczę, Lutiż i Wyszogród. Według gubernatora Kijowa Ołeksija Kułeby rannych zostało co najmniej 15 osób, w tym pięciu cywilów.
- Rosja przeprowadziła atak rakietowy na miasto Kropywnycki w centralnej części Ukrainy. Rosyjskie pociski uderzyły w obiekty należące do Akademii Lotniczej Kropywnyckiego i Air Urga uszkadzając je. Pięć osób zginęło, a 25 zostało rannych.

## 27 lipca
- 11 osób, w tym urzędnik państwowy, zginęło w zamachu samobójczym Asz-Szabab przy wejściu do budynku rządowego w Marka, Lower Shabelle w Somalii[13].
- Trzęsienie ziemi o magnitudzie 7,1 nawiedziło wyspę Luzon na Filipinach, zabijając pięć osób i raniąc ponad 100 innych. Wstrząs miał miejsce na głębokości 10 km, a jego epicentrum znajdowało się ok. 11 km od miasta Dolores na południowym wschodzie kraju[14].
- Róża Lulo, różowy diament, największy od 300 lat, został odkryty w kopalni Lulo w prowincji Lunda Północna w Angoli[15].

## 26 lipca
- Inwazja Rosji na Ukrainę:

- Siły ukraińskie uderzyły w strategiczny most Antonowski w obwodzie chersońskim przy użyciu systemu rakietowego M142 HIMARS, powodując poważne uszkodzenia mostu i uniemożliwiając przejazd pojazdów. Ukraina stwierdziła również, że zniszczyła rosyjski skład amunicji, artylerię i inny sprzęt wojskowy w regionie, zabijając 51 rosyjskich żołnierzy.

- Co najmniej 40 osób zmarło, a 50 zachorowało po spożyciu nielegalnie warzonego alkoholu w Gudźarat w Indiach. Kilku podejrzanych przemytników zostało zatrzymanych w związku ze śmiercią[17].
- 15 osób zginęło, a 50 zostało rannych, gdy siły pokojowe ONZ otworzyły ogień podczas protestu przeciwko ONZ w Gomie w Kiwu Północnym w Demokratycznej Republice Konga[18].
- Chorwacja otworzyła Pelješki most o długości 2404 m, który znajduje się nad kanałem morskim między Komarną i Pelješac oraz łączy południowo-wschodnią pół-eksklawę kraju z resztą kraju, omijając krótki pas przybrzeżny Bośni i Hercegowiny w gminie Neum[19].

## 25 lipca
- Konkurs Piosenki Eurowizji 2023: Gospodarzem przyszłorocznego Konkursu Piosenki Eurowizji została Wielka Brytania w miejsce tegorocznego zwycięzcy, Ukrainy, ze względu na trwającą tam wojnę. W tegorocznym konkursie Wielka Brytania, reprezentowana przez Sama Rydera, zajęła drugie miejsce, za ukraińskim zespołem Kalush. Ukraina nadal automatycznie zakwalifikuje się do wielkiego finału[20].
- Ukazał się ostatni numer tygodnika regionalnego Linia Otwocka wydawanego od 1998 roku[21].
- Zakończyły się mistrzostwa świata w lekkoatletyce, rozegrane w Eugene[22].

## 24 lipca
- Gwałtowne powodzie zabiły co najmniej dziewięć osób w Sanie i muhafazie Zamar w Jemenie[23].
- W Japonii wybuchł wulkan Sakurajima na wyspie Kiusiu w pobliżu miasta Kagoshima. Nikt nie ucierpiał w wyniku erupcji, jednakże 120 mieszkańców z dwóch pobliskich miast musiało zostać ewakuowanych[24].
- Bajram Begaj został zaprzysiężony na prezydenta Albanii[25].
- Z kosmodromu Wenchang na wyspie Hajnan w południowych Chinach wystartowała rakieta Długi Marsz 5 z modułem laboratoryjnym Wentian, potrzebnym do ukończenia stacji kosmicznej Tiangong[26][27].
- Reprezentacja Francji wygrała Ligę Narodów w Piłce Siatkowej Mężczyzn[28].
- Duńczyk Jonas Vingegaard (Team Jumbo-Visma) zwyciężył w kolarskim wyścigu wieloetapowym Tour de France 2022[29][30].

## 23 lipca
- Gwałtowne powodzie zabiły co najmniej 21 osób po wylaniu rzeki Roudbal w Estahban w prowincji Fars w Iranie. 55 osób zostało uratowanych, a sześć uznano za zaginione[31].
- 10 osób zginęło, a siedem zostało rannych po zawaleniu się zbocza góry w hrabstwie Jingtai w Gansu w Chinach[32].
- Inwazja Rosji na Ukrainę:

- Dwa rosyjskie pociski manewrujące Kalibr trafiły w port w Odessie niecały dzień po podpisaniu przez Rosję i Ukrainę umowy na eksport zboża ukraińskiego.
- Atak rosyjskich rakiet zniszczył stację kolejową w obwodzie kirowohradzkim; zginęły trzy osoby, a kilka zostało rannych.

## 22 lipca
- 13 osób zginęło podczas walk w Trypolisie w Libii[35].
- Rosja i Ukraina podpisały porozumienie wspierane przez ONZ, aby umożliwić eksport milionów ton zboża z zablokowanych portów nad Morzem Czarnym[36].
- Japoński Urząd Regulacji Jądrowych formalnie zatwierdził uwolnienie miliona ton uzdatnionej wody z elektrowni jądrowej Fukushima Nr 1 do Oceanu Spokojnego. Plan został zatwierdzony przez rząd japoński i inne agencje[37].
- W Belwederze odbyło się wręczenie not identyfikacyjnych 30 ofiar totalitaryzmów zidentyfikowanych w ramach działań Instytutu Pamięci Narodowej. Noty identyfikacyjne wręczono między innymi rodzinom: Tadeusza Bejta, Eugeniusza Chudowolskiego, Stanisława Stankiewicza, Henryka Wieliczko i Władysława Żwirka[38].

## 21 lipca
- Co najmniej 304 osoby zginęły w wyniku deszczów monsunowych i gwałtownych powodzi w Pakistanie, które trwały pięć tygodni[39].

## 20 lipca
- Asz-Szabab napadło na wioski Yeed i Aato w Bakool w Somalii, w pobliżu granicy z Etiopą, w wyniku czego zginęło 14 etiopskich funkcjonariuszy policji i trzech cywilów[40].
- Iracki i władze regionalne stwierdziły, że Tureckie Siły Zbrojne wystrzeliły cztery pociski w kurort w dystrykcie Zakho w Regionie Kurdystanu w Iraku, zabijając ośmiu irackich turystów i raniąc 23 kolejnych[41].

## 19 lipca
- Co najmniej 23 osoby zginęły, a 30 zostało rannych w wypadku ciężarówki i autobusu w Al-Minja w Egipcie[42].
- Liczba ofiar śmiertelnych pożarów i fali upałów w Hiszpanii i Portugalii wzrosła do ponad 1700 osób, w tym ponad 1063 zgonów odnotowano w Portugalii[43][44].
- Gazprom podpisał memorandum o zagospodarowaniu irańskich pól naftowych i gazowych oraz związanej z nimi infrastruktury o wartości 40 miliardów dolarów[45].

## 18 lipca
- 20 osób zginęło, a 30 uznano za zaginione po wywróceniu się łodzi w Sadiqabadzie w Pendżabie w Pakistanie[46].
- Inwazja Rosji na Ukrainę:

- Rosyjski ostrzał zabił sześciu cywilów w Torećku w obwodzie donieckim. Ukraina stwierdziła, że Rosja wydaje się przygotowywać do nowej ofensywy lądowej w pobliżu Słowiańska.

- Prezydent Ukrainy Wołodymyr Zełenski odwołał prokurator generalną Irynę Wenediktową i najwyższego funkcjonariusza Służby Bezpieczeństwa Ukrainy Iwana Bakanowa. Ponad 60 urzędników z agencji miało współpracować z Rosją. Ponadto wszczęto 651 spraw o zdradę stanu i kolaborację przeciwko funkcjonariuszom prokuratorskim i organom ścigania[48].

## 17 lipca
- Powodzie w chińskich prowincjach Syczuan i Gansu zabiły 12 osób, a tysiące pozostawiły bez dachu nad głową[49].
- Miss Polski została wybrana Aleksandra Klepaczka[50].

## 16 lipca
- Inwazja Rosji na Ukrainę:

- Rosyjskie rakiety uderzyły w miasto Czuhujew w obwodzie charkowskim, zabijając trzech cywilów i raniąc trzech kolejncyh, podczas gdy ponad 50 rakiet Grad spadło na Nikopol w obwodzie dniepropietrowskim, zabijając dwie osoby. Uderzenia rakietowe nastąpiły po tym, jak rosyjski minister obrony Siergiej Szojgu nakazał wojsku rozszerzenie operacji na Ukrainie w celu „ochrony Donbasu”.

- Samolot transportowy Antonov An-12, obsługiwany przez ukraińskie linie lotnicze, rozbił się w pobliżu miasta Kawala w Grecji, zabijając wszystkie osiem osób na pokładzie. Samolot przewoził broń z Serbii do Bangladeszu i rozbił się przed planowanym przystankiem w Jordanii[52].

## 15 lipca
- 65 osób zginęło, a 150 zostało rannych w starciach plemiennych w Nilu Błękitnym w Sudanie[53].
- 14 osób zginęło, a jedna została ranna, gdy helikopter zaangażowany w poszukiwanie i aresztowanie barona narkotykowego Rafaela Caro Quintero rozbił się w Los Mochis w Meksyku[54].
- NASA i Roskosmos podpisały porozumienie o integracji przyszłych lotów na Międzynarodową Stację Kosmiczną. Porozumienie umożliwi rosyjskim kosmonautom latanie na amerykańskim statku kosmicznym w zamian za umożliwienie amerykańskim astronautom korzystania z rosyjskiego statku kosmicznego Sojuz[55].

## 14 lipca
- Inwazja Rosji na Ukrainę:

- Co najmniej 23 cywilów zginęło, a ponad 100 innych zostało rannych w wyniku trzech rosyjskich ataków na Winnicę.

- Co najmniej 12 cywilów zostało zabitych przez islamskich ekstremistów podczas ataku na dwie wioski w północnym Togo[57].
- Trzęsienie ziemi o sile 5,7 wstrząsnęło wybrzeżem Ekwadoru, powodując śmierć jednej osoby. Wstrząs miał miejsce na głębokości ok. 80 km i prawie 20 km na północny wschód od portu Guayaquil[58].

## 13 lipca
- Inwazja Rosji na Ukrainę:

- W Bachmucie w obwodzie donieckim odnotowano ciężkie rosyjskie ostrzały, w wyniku których zginęła co najmniej jedna osoba, a pięć zostało rannych.

- Komisja Europejska zezwoliła Rosji na wznowienie transportu kolejowego towarów objętych embargiem do jej eksklawy Królewca po rosyjskich groźbach wobec Litwy. Jednak tranzyt sprzętu wojskowego przez terytorium Litwy pozostał zabroniony[60].
- Archeolodzy ogłosili odkrycie nieznanego wcześniej miasta Cesarstwa Rzymskiego nazwanego "El Forau de la Tuta", położonego w pobliżu dzisiejszej Artiedy w prowincji Saragossa w Aragonii w Hiszpanii[61].

## 12 lipca
- 23 ciała znaleziono w pobliżu gorących źródeł w Michoacán w Meksyku[62].
- Unia Europejska formalnie zaakceptowała Chorwację jako 20. członka strefy euro. Chorwacja przyjmie euro 1 stycznia 2023 roku[63].
- W trakcie Walnego Zebrania Związku Powstańców Warszawskich został wybrany nowy Zarząd, Komisja Rewizyjna i Sąd Koleżeński. Prezesem ZPW została Halina Jędrzejewska. W skład Prezydium ZPW weszli także Jerzy Mindziukiewicz jako wiceprezes/skarbnik, Jerzy Substyk jako wiceprezes oraz Janusz Maksymowicz i Stanisław Jan Majewski jako członkowie zarządu[64].

## 11 lipca
- Inwazja Rosji na Ukrainę:

- W rosyjskim ostrzale Charkowa zginęło trzech cywilów, a 31 zostało rannych. Mer miasta stwierdził, że ostatni ostrzał był wymierzony w infrastrukturę cywilną.
- Jewgienij Junakow, mianowany przez Rosję przywódca wojskowo-cywilnej administracji miasta Wełykyj Burłuk w obwodzie charkowskim, został zamordowany w zamachu bombowym.

- NASA opublikowała pierwsze kolorowe zdjęcie wykonane przez Kosmiczny Teleskop Jamesa Webba, pokazujące segment gromady galaktyk oddalonej o 4,6 mld lat świetlnych od Ziemi[67].

## 10 lipca
- Inwazja Rosji na Ukrainę:

- W wyniku rosyjskiego ataku na kompleks mieszkaniowy w Czasiw Jar w obwodzie donieckim zginęło co najmniej 47 osób, a dziewięć zostało rannych.

- W RPA 15 ludzi zginęło w masowej strzelaninie w barze w Soweto w Gauteng. Cztery kolejne zginęły w tawernie w Pietermaritzburgu, KwaZulu-Natal. Wiele osób zostało rannych w obu atakach[69].
- Ponad 124 tys. poufnych dokumentów (83 tys. e-maili i 1000 plików zawierających rozmowy z lat 2013–2017) wyciekło z Ubera, które ujawniły jak firma zabiegała o ważnych polityków. Przeciek został ujawniony przez The Guardian, Międzynarodowe Konsorcjum Dziennikarzy Śledczych i wiele organizacji medialnych, w tym BBC Panorama. Według ujawnionych dokumentów francuski prezydent Emmanuel Macron dołożył „nadzwyczajnych starań”, aby pomóc Uberowi w zburzeniu francuskiego przemysłu taksówkowego, mówiąc kierownictwu Ubera, że wynegocjował „tajną” umowę ze swoimi socjalistycznymi przeciwnikami w swoim gabinecie[70][71].
- Serb Novak Đoković i reprezentująca Kazachstan Jelena Rybakina zwyciężyli w rozgrywkach singlowych wielkoszlemowego turnieju tenisowego Wimbledon 2022 rozgrywanego na kortach All England Lawn Tennis and Croquet Club w Londynie[72][73].

## 9 lipca
- Co najmniej 57 osób zginęło w Beludżystanie, a dwie kolejne w Chajber Pasztunchwa w wyniku silnych powodzi, które dotknęły Pakistan[74].

## 8 lipca
- Co najmniej 16 osób zginęło, a 40 uznano za zaginione podczas gwałtownych powodzi w czasie corocznej hinduskiej pielgrzymki do sanktuarium jaskini Amarnath w Dżammu i Kaszmirze[75].
- Były wieloletni premier Japonii Shinzō Abe został postrzelony w plecy podczas przemówienia w Nara w regionie Kinki. Później zmarł w wyniku odniesionych obrażeń. Tetsuya Yamagami, 41-letni były członek marynarki wojennej, został aresztowany za zabójstwo[76][77].
- Zespół prawników reprezentujący przedsiębiorcę Elona Muska wniósł do amerykańskiej Komisji Papierów Wartościowych i Giełd wniosek o oficjalne rozwiązanie jego umowy zakupu Twittera, twierdząc, że firma składała „fałszywe i wprowadzające w błąd” oświadczenia podczas negocjacji[78].

## 7 lipca
- Dziewięć osób zginęło, a 43 zostały ranne, gdy autobus jadący z Sudanu rozbił się podczas podróży do Asuanu w Egipcie[79].
- Boris Johnson zrezygnował z funkcji lidera Partii Konserwatywnej, ale planuje pozostać premierem Wielkiej Brytanii do czasu wyboru nowego lidera[80].

## 6 lipca
- Inwazja Rosji na Ukrainę:

- Według gubernatora Pawła Kyrylenki co najmniej 12 cywilów zginęło, a 25 zostało rannych w wyniku ciężkiego rosyjskiego ostrzału w obwodzie donieckim.

## 5 lipca
- Co najmniej dziewięć osób zginęło w wyniku gwałtownych powodzi spowodowanych przez monsun w Beludżystanie w Pakistanie[83].
- Międzynarodowa Unia Matematyczna przyznała Medal Fieldsa matematykom Hugo Duminil-Copin z Francji, June Huh ze Stanów Zjednoczonych, Jamesowi Maynardowi z Wielkiej Brytanii i Marynie Wiazowśkiej z Ukrainy na odbywającym się co cztery lata Międzynarodowym Kongresie Matematyków, który odbył się w Helsinkach w Finlandii[84].

## 4 lipca
- 22 osoby zginęły, a wiele zostało rannych podczas nalotu powstańców w prowincji Kossi w Burkinie Faso[85].
- Protesty w Karakałpacji (2022): Rząd Uzbekistanu stwierdził, że 18 osób zostało zabitych, a 243 zostały ranne podczas protestów w Karakałpacji[86].
- Co najmniej 300 osób zostało rannych w wyniku wycieku chloru w Kalat Sukkar w Iraku[87].

## 3 lipca
- 20 osób zginęło, a 13 zostało rannych, gdy autobus wpadł do głębokiego wąwozu w dystrykcie Sherani w Beludżystanie w Pakistanie[88].
- Inwazja Rosji na Ukrainę:

- Siły zbrojne Rosji i separatystycznej Ługańskiej Republiki Ludowej po zajęciu Lisiczańska zajęły cały obwód ługański. Siły ukraińskie potwierdziły, że zostały zmuszone do wycofania się.
- Według mera Słowiańska w obwodzie donieckim zginęło sześć osób, a wiele zostało rannych.
- Trzy osoby zginęły w wyniku eksplozji budynków mieszkalnych w Biełgorodzie, w pobliżu granicy z Ukrainą. Pięćdziesiąt budynków zostało częściowo zniszczonych.

## 2 lipca
- Co najmniej 30 żołnierzy zginęło w zasadzce w Shiroro w stanie Niger w Nigerii[92].

## 1 lipca
- Inwazja Rosji na Ukrainę:

- Co najmniej 21 cywilów zginęło, a 38 zostało rannych, gdy dwa rosyjskie pociski uderzyły w wielopiętrowy budynek i ośrodek wypoczynkowy w Serhijiwce w obwodzie odeskim.

- W wyniku trzęsienia ziemi o magnitudzie 6,3 i dwóch wstrząsach wtórnych o magnitudzie 6,1, w Iranie zginęło co najmniej pięć osób, a 12 zostało rannych. Według doniesień wioska Sayeh Khosh, na wybrzeżu Zatoki Perskiej zrównana z ziemią[95].